# Asamangulia reticulata
Asamangulia reticulata es un coleóptero de la familia Chrysomelidae.
Fue descrita científicamente por primera vez en 1938 por Gressitt.